# Blutsbrüder: Ein Berliner Cliquenroman
Blutsbrüder. Ein Berliner Cliquenroman ist ein Werk von Ernst Haffner, das 1932 ursprünglich unter dem Titel Jugend auf der Landstrasse Berlin in einer Auflage von 5000 Stück im Verlag von Bruno Cassirer erschien, 1933 von den Nationalsozialisten verboten und 2013 neu aufgelegt wurde.

## Handlung
In dem in 20 kurze Kapitel unterteilten Werk wird geschildert, wie eine Gruppe jugendlicher Obdachloser im Berlin der frühen dreißiger Jahre ihr Überleben meistert. Die acht Jungen und jungen Männer sind zum Teil Waisen oder von zu Hause oder aus Fürsorgeeinrichtungen ausgerissen. Sie suchen Arbeit als Tagelöhner oder Laufburschen, betätigen sich als Kleinkriminelle oder prostituieren sich. Die Gleichaltrigenclique ist eine wichtige Anlaufstelle, da die Jungen aufgrund schlechter Erfahrungen nur wenig Vertrauen zu Erwachsenen oder Institutionen haben. Trotz bitterer Armut halten die Jungen solidarisch zueinander und teilen oft ihre letzten Groschen oder Lebensmittel miteinander. Haffner beschreibt ihren Alltag so: „Auf den Strich gehen, gelegentlich einen Taler dabei verdienen, und sonst hungern und hungern, daß die Schwarte knackt. Obdachlos, so lange schon obdachlos, daß eine Matratze in einer Massenherberge das Paradies ist. Oder aber sich einer anderen Clique anschließen. Wieder unter einem Führer arbeiten, Taschendiebstähle, kleinere Einbrüche, Autoräubereien,... Was gerade Spezialität der Clique ist.“ (Seite 228)
Ort der Handlung sind die Straßen und Plätze der östlichen Berliner Mitte in der Nähe des Alexanderplatzes, wo die Jungen sich viel auf der Straße und in Kneipen aufhalten. Sie essen in Filialen der damals populären Billig-Restaurant-Kette Aschinger, halten sich in Wärmehallen, Bibliotheken und Kinos auf und schlafen zeitweise bei der sogenannten „Schlummermutter“ Olga, die den Jungen illegalerweise Schlafplätze in ihrer Wohnung vermietet. Auch der Berliner Tiergarten spielt eine Rolle in dem Roman, denn dort treffen die Jungen ihre Freier, die sie zum Teil auszurauben und zu erpressen versuchen. Nur wenige Kapitel spielen in einer Fürsorgeeinrichtung in einem anderen Teil des Landes und beschreiben die Flucht eines Jungen von dort über Köln nach Berlin.
Johnny ist als ältester und mutigster der Jungen der „Cliquenbulle“, also der Anführer der Blutsbrüder. Um in die Gruppe aufgenommen zu werden, müssen die Jungen ein Initiationsritual bestehen, nämlich im Beisein der Anderen innerhalb einer Stunde vier Mal Sex mit einer Frau, meist mit einer Prostituierten, haben.
Die eigentlichen Protagonisten des Romans sind Willi und Ludwig. Willi ist vor der Gewalt in der Jugendfürsorgeeinrichtung geflohen und unter einem Zug hängend nach Berlin gereist. Dort schlägt er sich mit kleineren Diebstählen und gelegentlicher Prostitution durch. Er findet durch Ludwig Anschluss an die Blutsbrüder. Ludwig ist bereits zwei Jahre vorher aus dem gleichen Heim ausgebrochen und lebt schon länger auf der Straße und gehört fest zur Blutsbrüder-Clique. Er wird im Laufe der Handlung festgenommen, da er versucht, einen gestohlenen Gepäckschein einzulösen, der ihm jedoch untergejubelt worden war. Während einer Gefangenenüberführung per Straßenbahn gelingt ihm die Flucht und er kehrt zu der Clique zurück. Von nun an lebt er jedoch als Illegaler, bis eine Zimmerwirtin ihm mit den zurückgelassenen Papieren eines ehemaligen Mieters aushilft.
Dokumente sind ein zentrales Problem der Clique, denn offiziell dürfen die minderjährigen Jungen nicht ohne Einverständnis von Erziehungsberechtigten eine Wohnung mieten oder arbeiten. Um sich Geld zu beschaffen, bleibt den Jungen oft nichts anderes übrig, als Straftaten zu begehen. Als die Clique beginnt, neben gelegentlichen Autodiebstählen immer professioneller Taschendiebstähle an Kunden in Warenhäusern zu begehen, bekommen Willi und Ludwig Gewissensbisse. Ihnen ist bewusst, dass die Clique nicht davor zurückschreckt, auch andere Arme zu bestehlen, was den beiden Jungen sehr ungerecht erscheint. Sie lösen sich von der Clique, leben aber fortan in der Angst davor, als Verräter zu gelten und verprügelt zu werden, da die Jugendcliquen einen starken Treuekodex haben. Ein dritter Junge, der von zu Hause ausgerissene Heinz, verlässt ebenfalls die Clique. Er stellt sich der Polizei, da er vom Überlebenskampf auf der Straße erschöpft ist und hofft, in einer Fürsorgeeinrichtung besser dran zu sein.
Um den Blutsbrüdern auszuweichen, meiden Willi und Ludwig fortan das Zentrum und gehen nach Neukölln, wo eine hilfsbereite Vermieterin ihnen ein Zimmer gibt. Die Jungen versuchen sich in ehrlicher Arbeit und ziehen von Haus zu Haus, um günstig gebrauchte Schuhe aufzukaufen. Zu Hause flicken und polieren sie die Schuhe, um sie dann an Altwarenhändler weiterzuverkaufen. Das kleine Geschäft läuft trotz Wirtschaftskrise erstaunlich gut und die Jungen genießen einige Wochen lang eine unbeschwerte Zeit mit einem Dach über dem Kopf, genügend zu essen und legaler Arbeit. Sie werden jedoch denunziert, da sie sich unter falschem Namen in Berlin bewegen und landen erst wegen Körperverletzung an einem Erzieher in der Jugendfürsorgeanstalt (Willi) bzw. Diebstahls (Ludwig) im Gefängnis und dann wieder in einem Heim für Jugendliche. Willi wird an seinem 21. Geburtstag als Volljähriger aus der Fürsorge entlassen und Ludwig, der noch nicht volljährig ist, türmt erneut. Zurück in Berlin wohnen sie zur Untermiete bei einem Schuster am Görlitzer Bahnhof und nehmen ihr Geschäft mit den alten Schuhen wieder auf. Der Roman endet mit den folgenden Worten: „Die Zeit bis zu Ludwigs einundzwanzigstem Geburtstag wird sie noch manche unruhige Minute kosten. Willi und Ludwig, zwei aus dem Elendsheer der Großstadtvagabunden, die, schon im Untergehen begriffen, nicht untergegangen sind. Zwei von tausenden auf der Landstraße Berlin. --“ (Seite 260)

## Stil
Haffners Stil ist ein schonungsloser Realismus, mit dem jene Zeit in der Berliner Stadtgeschichte intensiv dargestellt werde, und zwar „lebendiger, begreifbarer als es ein Sachbuch je könnte“, meint Patrick Schirmer.
Der Roman ist im Präsens verfasst und hat einen auktorialen Erzähler. Die Sprache ist einfach und enthält viele Redewendungen aus dem Jargon der Unterschicht, in der wörtlichen Rede wird viel Berliner Dialekt gesprochen.

## Rezeption
Das Werk aus zwanzig Kapiteln wurde verschiedenen literarischen Genres zugeordnet und so beschrieben: als „Fabel“ (Siegfried Kracauer, 1932), als „Romanreportage“ und „historische Asphaltliteratur“ (Andreas Kilb in der FAZ, 2013), als „Milieureportage“ (Anonym bei perlentaucher.de zur NZZ-Rezension, 2013) bzw., was dort tatsächlich steht: „Mileu-Roman“, „Zeitporträt“, „anschauliche Materialsammlung“ (Nico Bleutge in der NZZ, 2013), als „Episodenroman im Stil der Neuen Sachlichkeit“ (Ina Hartwig in Die Zeit, 2013) oder als „Berlin-Roman“ (Jens Bisky in der SZ, 2013).

### 1932
1932 rezensierte Siegfried Kracauer das Buch begeistert (beziehungsweise: habe eine sehr wohlwollende, lobende Rezension geschrieben, oder: eine „hymnische Kritik“.) Kracauer erwähnt darin, dass Haffner sich „als Journalist lang zwischen Alexanderplatz und Schlesischem Bahnhof umhergetrieben“ hat. Kracauer lobte den Roman für seine Milieuschilderungen. In Form einer Fabel, über die Kracauer anerkennend bemerkt, dass Haffner sich „nicht mit unzusammenhängenden Wirklichkeitsausschnitten“ begnüge, würden wir „zwanglos durch das unterirdische Großstadtlabyrinth [ge]führt“ (Kracauer).
Seither hätten nur wenige der Studien zur Literatur der Weimarer Republik dieses Werk erwähnt, bemerkt Jens Bisky 2013 in seiner Rezension für die Süddeutsche Zeitung.

### 2013
Für Ina Hartwig liegt in Blutsbrüder Lakonie in der Luft, ein Sound, den man von Bertolt Brecht, Alfred Döblin oder Irmgard Keun kenne. Hier werde mit viel Tempo, Mutterwitz und Empathie erzählt. Patrick Schirmer Sastre fand Blutsbrüder atemraubend. Er erwähnt in seiner Rezension in der Berliner Zeitung die zeitgleichen Werke Straßen ohne Ende (1931, von Justus Erhard), Schluckebier (1932, von Georg K. Glaser) und Betrogene Jugend (1932, von Albert Lamm) und bemerkt dazu, dass auch diese sich in literarischer Form mit Torturen in Fürsorgeanstalten und mit der Verwahrlosung arbeitsloser (männlicher) Jugendlicher befassen. Im Gegensatz zu Glaser erzähle Haffner von unpolitischen Jugendlichen. Nico Bleutge hat den Roman als Kontrast zu Walter Benjamins großbürgerliche Berliner Kindheit um neunzehnhundert gelesen, in etwa derselben Zeit entstanden. Das „eigentliche Manko“ sei, dass der Roman eine wir/die-Perspektive von „unten“ nach „oben“ einnehme. Haffner schildere die Lage am Beispiel einzelner Jugendlicher, was zwar von den Stoffen her interessant sein möge, unter ästhetischen Gesichtspunkten aber enttäuschend sei: „Haffner versucht sich an einem Stil, den das Fernsehen später als Sozialreportage kultivieren wird“. Er konterkariere allerdings deren Sachlichkeit in einer Mischung aus Nähe und Distanz, indem er stattdessen wertende, einfühlende Sätze „in einem fast dauernden Präsens“ verwende. Bleutge liest Genreszenen mit Stereotypen und er meint, jene seien Haffner unterlaufen, also versehentlich eingesetzt: Man solle das Buch nicht mit einem guten Roman verwechseln, denn es sei eher eine anschauliche Materialsammlung. Auch Andreas Kilb in der FAZ hat ein Problem mit der von Haffner eingenommenen Perspektive, dem „Blick eines Rechthabers. Denn Haffners Buch hat ein klares Feindbild. Nicht die Polizei, nicht den Staat, auch nicht die Weimarer Parteien, von denen nie die Rede ist – sondern den bürgerlichen ‚Amüsiermob‘ mit seinem ‚Kurfürstendammgeschmack‘“, worin Haffners „Schwarzweißbild der Berliner Klassengesellschaft“ zum Ausdruck komme, „der Blick des mitfühlenden, mitleidenden Zeugen“. Problematisch sei, dass in Tonlage und Perspektive etwas „durcheinander“ gehe: Reportage und Moritat. Kilb verallgemeinert sein Lektüreempfinden und meint, man lese das Buch „mit jenem wohligen Schauder, mit dem man etwa einen wiederentdeckten Stummfilm betrachtet. Es schreit, aber in Schwarzweiß“, und resümiert, ebenfalls verallgemeinernd: „Es tut nicht weh.“ Jens Bisky merkt ähnlich wie Bleutge an, dass Haffner, in seiner Beschreibung von Stricherkneipen des Berliner Westens, seinen Tribut ans Klischee zahle „– der Leser vermutet Christopher Isherwood in einer Ecke –“ und es bleibe vage, wohingegen Haffner sonst das Bild der Stadt genau skizziere. Indem er eine Geburtstagsorgie „fast keusch“ beschreibe, bereite Haffner keineswegs die Not der Jungen und das Elend für den „Amüsiermob“ auf. Bisky meint, die Sätze seien nicht der Beobachtung, sondern der Lektüre zuzuschreiben.

## Ausgaben
- Jugend auf der Landstrasse Berlin. Verlag Bruno Cassirer, Berlin 1932.
- Blutsbrüder. Mit einem Vorwort von Peter Graf. Walde + Graf bei Metrolit, Berlin, 4. Aufl. 2013, ISBN 978-3-8493-0068-5.